# Südamerikanischer Fischotter
Der Südamerikanische Fischotter (Lontra longicaudis) ist ein Marder aus der Gattung der Neuweltotter. Er ist in Südamerika östlich der Anden verbreitet.

## Beschreibung
Der Südamerikanische Fischotter erreicht eine Kopfrumpflänge von 36 bis 66 cm, eine Schwanzlänge von 37 bis 84 cm und ein Körpergewicht von 5 bis 15 kg. Ausgewachsene Männchen sind 20–25 % größer als Weibchen. Das Fell ist einfarbig dunkelbraun gefärbt, Kehle und Hals sind grau. Der Kopf ist relativ groß und breit. Die Füße tragen Schwimmhäute.

## Verbreitungsgebiet und Lebensraum

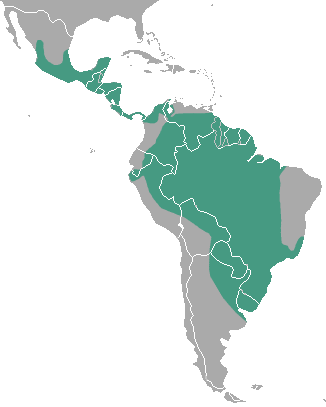
Verbreitungsgebiet des Südamerikanischen und des Zentralamerikanischen Fischotters

Das Verbreitungsgebiet des Südamerikanischen Fischotters umfasst große Teile des tropischen Südamerika. Er fehlt im Wesentlichen in der Andenregion. Dabei bevorzugen sie schneller fließende Ströme in Regenwald- und Trockenwaldgebieten. Sie meiden sehr trübe, schlammige Gewässer.

## Unterarten
Man unterscheidet zwei Unterarten des Südamerikanischen Fischotters:
- Lontra longicaudis longicaudis – Nominatform, vom Nordosten Brasiliens bis zu den Stromgebieten von Río Paraná und Río Paraguay in Paraguay, Uruguay und im Nordosten Argentiniens.
- Lontra longicaudis enudris – im Amazonasbecken, im Einzugsbereich des Orinoco, in den drei Guyanas und auf Trinidad

Der Zentralamerikanische Fischotter (Lontra annectens) galt lange Zeit als dritte Unterart des Südamerikanischen Fischotters, bekam im März 2024 aber den Status einer eigenständigen Art.

## Lebensweise und Ernährung
Südamerikanische Fischotter sind vorwiegend tagaktiv. In Gebieten mit starker menschlicher Aktivität verlagern sie ihren Lebensrhythmus bisweilen in die Nachtstunden. Solange sie aktiv sind, findet man diese hervorragenden Schwimmer und Taucher selten außerhalb des Wassers. Zum Ruhen  suchen sie für gewöhnlich unterirdische Bauten in Gewässernähe oder hohe Grasbestände auf. Die Hauptnahrung dieses Otters besteht aus Fischen. Daneben fressen die Tiere Krebstiere, Weichtiere, Kleinsäuger, Vögel, Reptilien und Insekten. Südamerikanische Fischotter sind Einzelgänger. Abgesehen von der Paarung und der Jungenaufzucht sieht man die Tiere selten in Gesellschaft von Artgenossen.

## Fortpflanzung
Die meisten Paarungen finden im Frühling statt, allerdings gibt es in vielen Regionen keine festgelegten Paarungszeiten. Die Tragzeit beträgt 56 bis 86 Tage. Meist kommen zwei bis drei, bisweilen ein bis fünf blinde, aber vollständig behaarte Junge zur Welt. Diese werden in Nestern aus Gras und Laub, unter Baumstümpfen oder selbst gegrabenen Erdhöhlen zur Welt gebracht. Die Weibchen kümmern sich allein um ihre Jungen. Diese öffnen die Augen nach rund 44 Tagen und beginnen nach etwa 52 Tagen den Bau zu verlassen. Nach etwa 74 Tagen begeben sie sich erstmals ins Wasser.

## Bestand
Da der Südamerikanische Fischotter in sehr abgelegenen Regionen vorkommt, sind die Bestandsverhältnisse kaum bekannt. Die IUCN gibt den Status daher mit Data Deficient (keine ausreichenden Daten) an. Die größte Bedrohung stellt wohl die Bejagung zur Pelzgewinnung und die allgemeine Gewässerverschmutzung dar. Südamerikanische Fischotter werden bisweilen in Gefangenschaft gehalten und zur Jagd auf Fische abgerichtet.